# Schlacht von Palmdale
Als Schlacht von Palmdale (en.: Battle of Palmdale) wird ein Ereignis am 16. August 1956 in der Nähe der Stadt Palmdale in Kalifornien bezeichnet. Der Versuch der United States Air Force (USAF), eine unkontrollierbar gewordene Drohne mit Hilfe von Abfangjägern abzuschießen, misslang. Dabei verfeuerte Munition richtete in Palmdale und Umgebung schwere Sachschäden an und verursachte Buschfeuer.

## Hintergrund
Zu Beginn der 1950er Jahre entwickelte die United States Navy ihre ersten Flugabwehrraketen wie beispielsweise die AIM-7 Sparrow oder die AAM-N-10 Eagle. Zielobjekte bei der Erprobung dieser Raketen waren ausgemusterte Propellerflugzeuge, die zu Drohnen umgebaut wurden und zumeist auf Sicht funkferngesteuert wurden. Einer der Flugzeugtypen, die hierfür Verwendung fanden, war die Grumman F6F Hellcat in der Version F6F-5K.
Zur gleichen Zeit wurde nach den Erfahrungen des Zweiten Weltkriegs und mit dem Beginn des Kalten Krieges deutlich, dass die USAF und die Air National Guard Anstrengungen unternehmen mussten, um mit einer Flotte von Abfangjägern den amerikanischen Luftraum gegen strategische Bomber zu verteidigen. Hierzu wurde der Flugzeugtyp Northrop F-89 Scorpion in Dienst gestellt, der mit Bordradar und Zwei-Mann-Besatzung allwettertauglich war. Die Bewaffnung dieses Flugzeugtyps bestand ab der Version F-89D ausschließlich aus 104 Folding-Fin Aerial Rockets des Typs Mk. 4 Mighty Mouse, die in zwei Startbehältern an den Flügelspitzen untergebracht waren. Mit Unterstützung des Bordradars sollten diese Raketen manuell, halb- oder vollautomatisch komplett oder in verschiedenen Salven auf Bomberpulks abgefeuert werden.

## Hergang

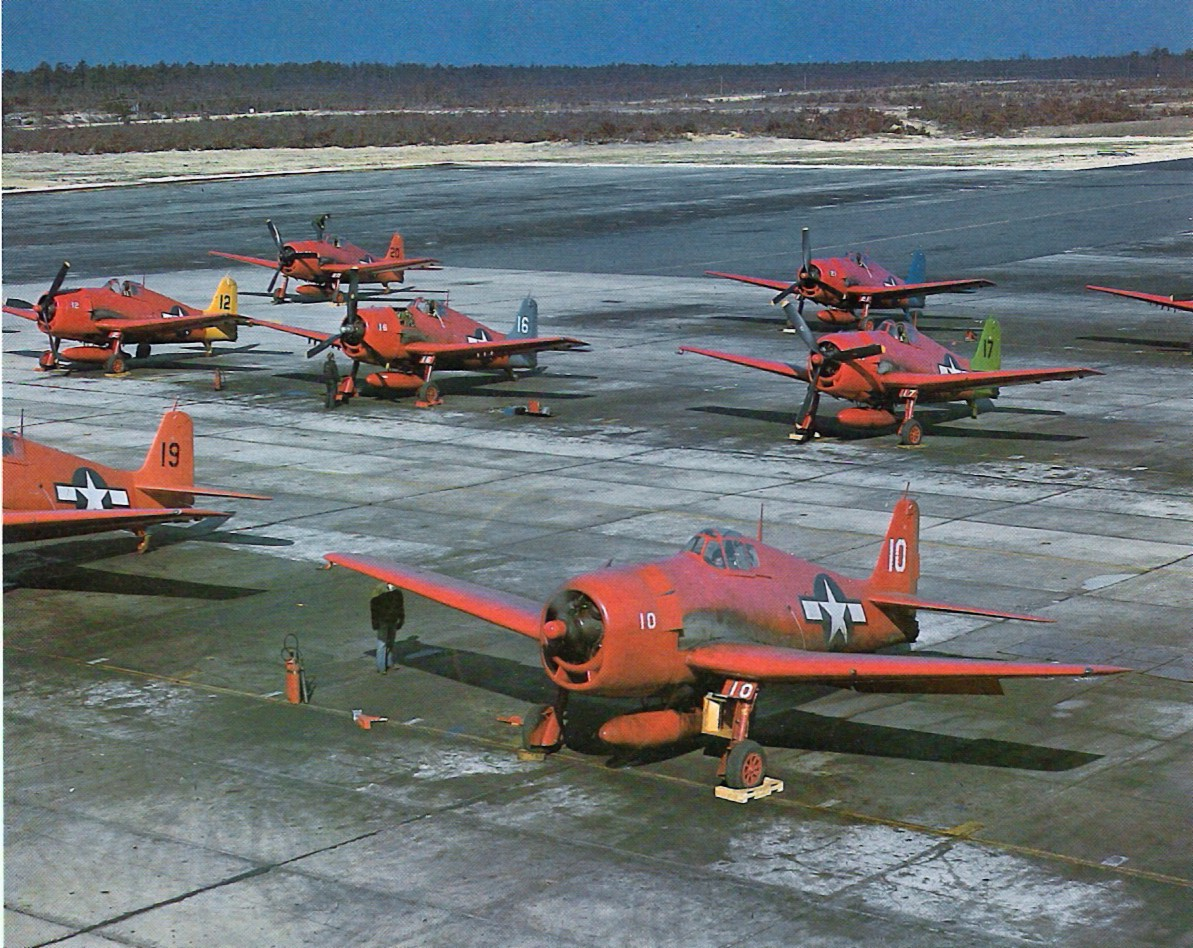
Drohnen des Typs Grumman F6F-5K, 1946

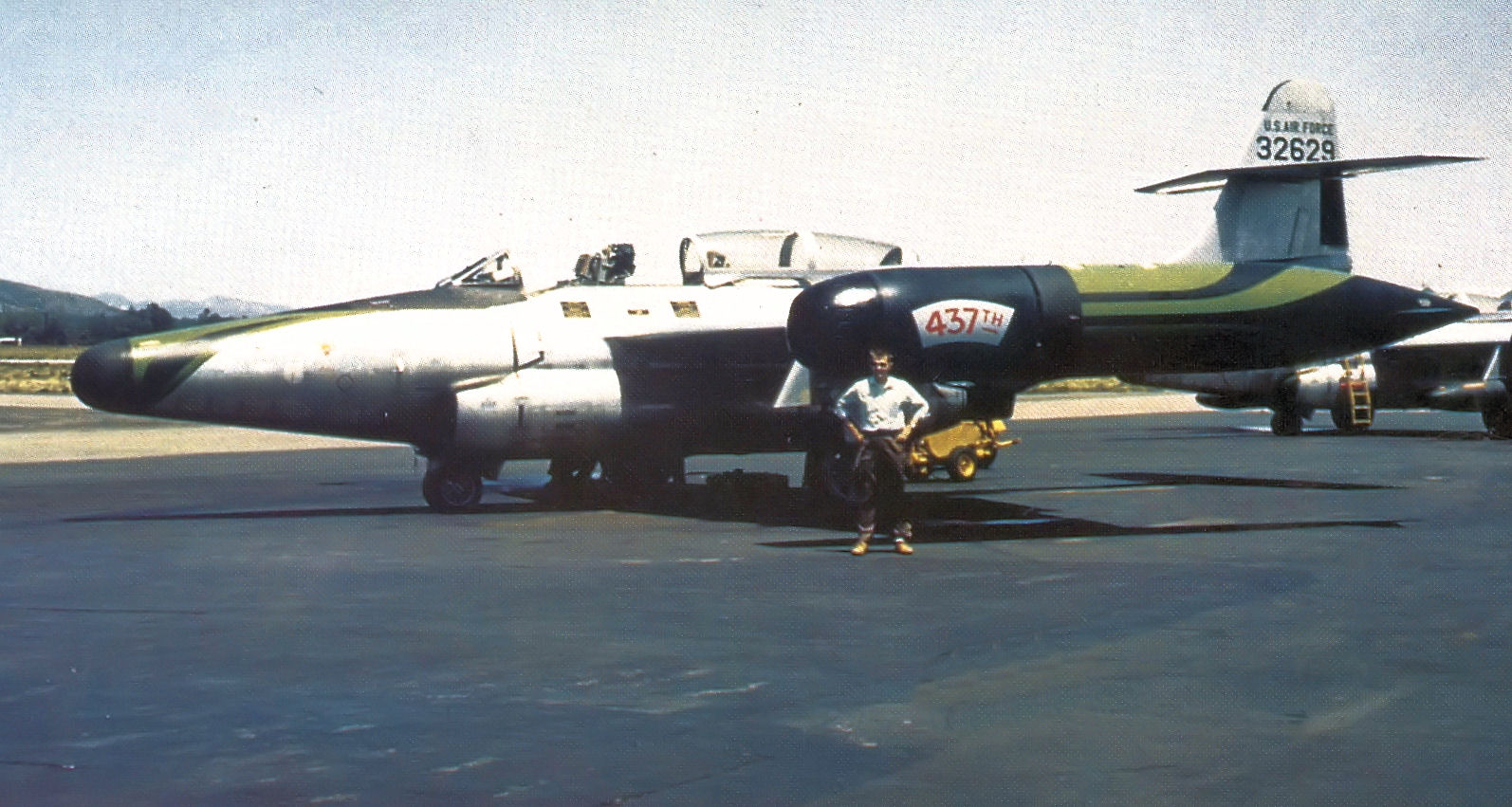
Northrop F-89D der 437th FIS, 1955

Am Vormittag des 16. August 1956 um 11:34 Uhr hob eine F6F-5K-Drohne, ein ehemaliges Jagdflugzeug, von der Naval Air Station Point Mugu ab und wurde in Richtung des Schussgebiets über dem Pazifik gelenkt. Nur wenig später stellte sich heraus, dass die Drohne nicht mehr auf Funkbefehle der Bedienmannschaft reagierte und stattdessen eine Linkskurve in Richtung Los Angeles flog.
Um einen Absturz der Drohne über der Stadt zu verhindern, wurde die nahegelegene Oxnard Air Force Base bei Camarillo verständigt, auf der die 437th Fighter-Interceptor Squadron stationiert war. Dort wurden zwei F-89D gestartet, die mit Hilfe des Nachbrenners bald zur mittlerweile in einer Höhe von 9.100 m fliegenden Drohne aufschließen konnten.
Die Abfangjäger begleiteten die Drohne zunächst, die weiterhin in Kurven Los Angeles in südwestlicher Richtung überquerte und dann über Santa Paula kreiste. Die Piloten entschlossen sich, die F6F-5K über dem unbewohnten Gebiet von Antelope Valley mit dem Automatikmodus des Waffensystems abzuschießen. Die Automatik versagte jedoch, sodass die Piloten mit bloßem Auge zielen mussten. Über der Ortschaft Castaic wurde das Feuer eröffnet, aber beide Jäger verfehlten mit ihrer ersten Salve von jeweils 42 Raketen das Ziel. Über Newhall wurde die zweite Salve abgefeuert, doch auch hier trafen die 64 Raketen beider F-89D nicht. Beim dritten Anflug schließlich wurden die letzten 60 Raketen erfolglos abgefeuert.
Im Anflug auf Palmdale schließlich ging der Drohne der Treibstoff aus. Sie ging 13 Kilometer vom Palmdale Regional Airport entfernt in der Wüste nieder, beschädigte beim Absturz mehrere Stromleitungen und wurde beim Aufschlag völlig zerstört.

## Auswirkungen
Insgesamt hatten die beiden F-89D 208 Mk.-4-Raketen verfeuert, ohne die F6F-5K zu treffen. Am Boden hingegen verursachten diese schwere Schäden. Eigentlich hätten sich die Raketen nach einem Verlust von Fluggeschwindigkeit selber entschärfen sollen, jedoch wurden lediglich 15 der Raketen undetoniert geborgen.
Die erste Salve schlug 11 km nordöstlich von Castaic ein und verursachte ein Feuer, das 61 ha Land verbrannte. Einige Raketen aus der zweiten Salve schlugen in der Umgebung von Newhall ein und verursachten u. a. Feuer in Ölgruben der Indian Oil Co. Auch hier breiteten die Brände sich aus, verbrannten insgesamt 140 ha Land und kamen einer Schwarzpulverfabrik bis auf 100 m nahe. Die dritte und letzte Salve schließlich schlug überwiegend in Palmdale selber ein. Bruchstücke der Raketen durchschlugen Wände, beschädigten Häuser und Fahrzeuge.
Insgesamt wurden mehr als 400 ha Land verwüstet. Die Löscharbeiten dauerten zwei Tage und erforderten den Einsatz von über 500 Feuerwehrleuten.
Als Ursache für den Vorfall wird der Ausfall des Senders der Fernsteuerung am Boden oder des Empfängers im Flugzeug vermutet. Wrackteile der F6F-5K wurden 1997 gefunden und konnten anhand von Seriennummern und Inspektionszeichen identifiziert werden.